# 朱泚
朱泚（742年—784年）。幽州昌平人（今北京昌平南），本为唐朝武将，后叛唐称帝。

## 生平
朱泚与其弟朱滔同为幽州节度使李怀仙部将。朱希彩殺李怀仙，继任节度使后，因同姓之故对其颇加信任。大曆七年（772年），朱希彩被手下杀死后，朱滔率軍士推泚为首，不久担任幽州节度使。
泚當上幽州节度使後，改善幽州與唐朝中央政府關係，先派朱滔領五千幽州兵入關中協助防範吐蕃入侵。大曆九年，泚親入長安面圣，後來更要求留在長安，由朱滔為幽州留守。自安史之亂以來，河北諸帥皆擁兵不朝，故泚至長安時，唐代宗親自慰勞，士民觀者如堵。後來唐朝中央政府更任泚為隴右節度使、鳳翔節度使數個要職。
建中三年（782年），朱滔在幽州起兵反唐，泚因此被免去隴右節度使、鳳翔節度使等职务，留居長安。建中四年（783年），原被派往協助平定淮西節度使叛亂的泾原兵行經長安時因不滿中央招待欠佳而譁變包圍京師，是為泾原兵变，唐德宗出逃奉天（今陕西乾县），哗变的士兵一起拥立老長官朱泚为首。朱泚要司農段秀實協助他繼位，秀實竟搶下邻座源休的牙笏，對朱泚吐口水，大罵狂賊，舉笏就打，在李忠臣救护下，朱泚只是脸被打破出血。段秀实最後被侍衛亂劍殺死，感佩秀實忠義的朱泚雖欲阻止而未果。朱泚称帝后，国号秦，年号应天。朱泚可能没有儿子，立兄子朱遂为太子，又立朱滔为冀王、太尉、尚书令、皇太弟。又於三個月後改国号为汉，称天皇元年，与朱滔呼应。
朱泚遣其將韓旻带兵，聲言迎駕，實則三面兵圍奉天。兵败，逃往泾州（今甘肃泾川），泾原节度使田希鑑闭门不納。
有士兵杀涇原節度使姚令言，並砍下首级向田希鑑投降。泚率餘眾繼續北逃驿马关（今甘肃庆城县西南），至宁州彭原郡（今甘肃宁县），刺史夏侯英亦閉門拒絕。至彭原西城屯（今甘肃镇原县东）附近被其部將梁庭芬射落马下，後為韩旻所杀，首级传送至梁州。
女婿金吾将军马悦，经党项族地区逃入幽州。

## 影視形象
- 曲高位：2013年電視劇：《紫钗奇缘》

## 延伸阅读
[在维基数据编辑]
 在维基文库阅读此作者作品
 《舊唐書/卷200下》，出自刘昫《舊唐書》
 《新唐書·卷225中》，出自《新唐書》